# Мубарак Ходжа
Мубарак Ходжа  — хан Кок-Орды (ок. 1337/8 — ок. 1340/1). Сын и наследник Эрзена. Потомок Чингис-хана по линии Орды, старшего сына Джучи.

## Биография
По мнению историка А.Исина, Мубарак Ходжа-хан происходил из древней линии Джучидов — потомков Тука-Тимура и был сыном Бузкулака. В Анониме Искандера указан сыном хана Ерзена, потомком Орда-Ежена.
Придя к власти после смерти своего отца хана Ерзена, признававшего протекторат ханов Сарая, провозгласил независимость Ак Орды от них и начал чеканить медные монеты со своим именем и титулом «султан провосудный Мубарак-ходжа, да продлит Бог царствие его». Сохранилось несколько экземпляров таких монет, исследователи датируют их 738—739 гг. по Хиджре (1337/8—1338/9).
Автор «Мунтахаб ат-таварих» Муин ад-Дин Натанзи отводит этому хану короткий период правления и наделяет его отрицательными качествами. По его словам, «сын Ерзена Мубарак Ходжа из-за большого желания и жадности начал смуту и до сегодняшнего дня эта смута известна в Дашт-и Кыпчаке. Так как у людей в характере сидели безопасность и устойчивость и они привыкли к спокойствию, то эта его смута не достигла больших размеров. Через 6 месяцев он распростился с подобной раю равниной Сарая и ещё на 2 года и 6 месяцев бездомно скитался в краях и странах кыргызов и Алтая, пока не погиб там».
Для восстановления власти западных Джучидов в Восточном Дешт-и Кыпчаке и изгнания Мубарака Ходжа-хана, хан Узбек в 1340/41 или 1341/42 послал своего старшего сына и наследника Тинибека с войском в Сыганак. Тинибек изгнал Мубарака и провозгласил себя ханом в Кок Орде (1340/41—1341/2). В это же время Кутб закончил свою поэму «Хосров ва Ширин», посвящённая Тинибеку и его жене Хан-Малик.
После смерти Узбека Тинибек был убит братом Жанибеком. В Кок Орде ханом стал Чимтай (1344—1361). Мубарак умер во владениях кыргызов, о его потомстве ничего неизвестно. Политика Мубарака по объединению всего Восточного Дешт-и Кыпчака в составе Кок Орды был продолжена его братом Чимтаем, но наиболее успешно она проводилась ханом Урусом (1361—1377).